# Football en Russie
Cet article traite du football en Russie à partir de 1992. Pour les informations concernant le football durant l'URSS, voir Championnat d'URSS de football, Coupe d'URSS de football, Équipe d'Union soviétique de football.

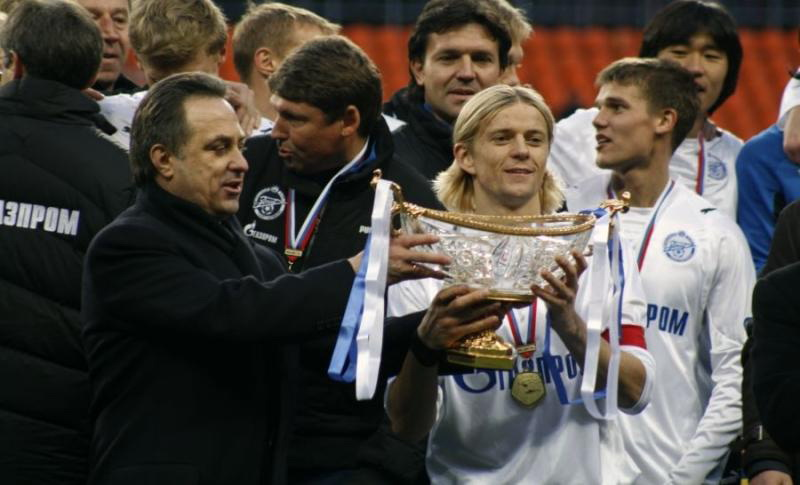
Supercoupe de Russie en 2008.

Le football en Russie est l'un des sports les plus populaires du pays avec Hockey sur glace.

## Histoire
Depuis la chute de l'URSS, de nombreux changements ont eu lieu concernant le football russe, dont la séparation des équipes en différentes ligues nationales, la privatisation des équipes et la gestion des différents organes du football et des divisions.
En Russie, contrairement à la majorité des pays européens, chaque division est considérée comme un championnat à part entière et donc contrôlé par un organisme différent.
Le pays compte quatre divisions avec des clubs professionnels dans les trois premières et des clubs amateurs dans la dernière. La première ligue (division la plus haute) compte actuellement 16 clubs dont quatre jouent pour les compétitions européennes et les deux derniers contre la relégation. Depuis la saison 2011 / 2012, la première ligue est alignée sur le calendrier des autres championnats européens pour faciliter les déplacements en Europe et la trêve hivernale.
À cause de la taille du pays et le fait que la majorité des grands clubs sont présents dans la partie européenne de Russie, les déplacements vers les équipes les plus éloignées de Sibérie sont très difficiles à cause des transports et des différences de fuseaux horaires importantes. Actuellement les clubs professionnels les plus à l'Est du pays FK Luch-Energiya Vladivostok et SKA-Energiya Khabarovsk sont en seconde division.
La première ligue est l'un des derniers championnats en Europe avec des clubs aux pouvoirs financiers importants qui signent d'important sponsors, ce qui attire de plus en plus de joueurs en provenance d'Europe et du reste du monde. Le niveau de compétition est assez élevé avec une dizaine de clubs pouvant batailler pour le titre de champion dont les quatre clubs de Moscou.
Moscou est la ville qui compte le plus d'équipes en Europe : CSKA, Lokomotiv, Spartak, Dinamo en première ligue ainsi que le Torpedo et le FK Moscou en divisions inférieures.
Grâce au règlement de la première ligue indiquant un maximum de joueurs étrangers sur le terrain (7 sur 11), les clubs ont l'obligation de produire et faire évoluer des jeunes talents dans les effectifs professionnels.

## Structure pyramidale des ligues
La Premier-Liga est le plus haut niveau du football russe. Elle contient seize équipes et est administrée par l'organisation du même nom. Le deuxième échelon est la Pervaïa Liga (Première Ligue), gouvernée par la Ligue nationale de football (ru). Elle contient quant à elle dix-huit équipes. Ensuite, la Vtoraïa Liga (Deuxième Ligue), dirigée par la même instance, se subdivise en deux divisions distinctes qui forme les troisième (Division A) et quatrième (Division B) divisions professionnelles. La Division A contient 20 équipes réparties en deux groupes, tandis que la Division B contient un nombre variable d'équipes d'une saison à l'autre, qui sont divisées en quatre groupes.
À l'issue de chaque saison, les deux derniers du premier échelon sont remplacés par les deux premiers du deuxième, tandis que des barrages sont organisés entre les deux dernières équipes non-relégués et les deux premières équipes non-promues pour déterminer les deux derniers participants à l'édition suivante du championnat ; dans le même temps, les trois derniers de deuxième division sont remplacés par trois équipes du troisième niveau. À ce dernier échelon, les quatre derniers à la mi-saison (en fin d'année civile) sont remplacés par les quatre vainqueurs de groupe de quatrième division.
Une première itération de quatrième division professionnelle, organisée par la Ligue de football professionnel, a par ailleurs brièvement existée entre 1994 et 1997. Celle-ci se divisait en six puis cinq groupes, les vainqueurs étant promu au troisième échelon tandis que les derniers descendaient au niveau amateur.
Le championnat amateur, aussi appelé troisième division ou LFK, est la plus haute division semi-professionnelle et amateur du pays. Elle est quant à elle divisée en dix zones. Ainsi à la fin de chaque saison, les derniers de chaque zone de PFL sont relégués au niveau amateur tandis que les vainqueurs de chaque zone de cette division sont éligibles à la promotion, sous réserve d'attribution d'un licence par la Ligue de football professionnel. À noter que certaines des zones de la compétition peuvent elles-mêmes se subdiviser en deux divisions internes incluant un système de promotion-relégation, pouvant ainsi constituer une cinquième division de fait dans ces cas précis.
Les échelons suivants sont principalement des championnats locaux organisés au niveau régional, territorial, municipal, etc. Ces compétitions ne sont pas directement intégrées à la structure des ligues russes, les résultats obtenus dans celles-ci n'influençant ainsi en rien sur l'inscription au championnat amateur.
| Niveau                      | Ligue/Division(s)                                                               | Ligue/Division(s)                                                               | Ligue/Division(s)                                                               | Ligue/Division(s)                                                               | Ligue/Division(s)                                                               | Ligue/Division(s)                                                               | Ligue/Division(s)                                                               | Ligue/Division(s)                                                               | Ligue/Division(s)                                                               | Ligue/Division(s)                                                               |
| --------------------------- | ------------------------------------------------------------------------------- | ------------------------------------------------------------------------------- | ------------------------------------------------------------------------------- | ------------------------------------------------------------------------------- | ------------------------------------------------------------------------------- | ------------------------------------------------------------------------------- | ------------------------------------------------------------------------------- | ------------------------------------------------------------------------------- | ------------------------------------------------------------------------------- | ------------------------------------------------------------------------------- |
|                             |                                                                                 |                                                                                 |                                                                                 |                                                                                 |                                                                                 |                                                                                 |                                                                                 |                                                                                 |                                                                                 |                                                                                 |
| Championnats professionnels |                                                                                 |                                                                                 |                                                                                 |                                                                                 |                                                                                 |                                                                                 |                                                                                 |                                                                                 |                                                                                 |                                                                                 |
| 1                           | Premier-Liga 16 équipes                                                         | Premier-Liga 16 équipes                                                         | Premier-Liga 16 équipes                                                         | Premier-Liga 16 équipes                                                         | Premier-Liga 16 équipes                                                         | Premier-Liga 16 équipes                                                         | Premier-Liga 16 équipes                                                         | Premier-Liga 16 équipes                                                         | Premier-Liga 16 équipes                                                         | Premier-Liga 16 équipes                                                         |
| 2                           | Pervaïa Liga (Première Ligue) 18 équipes                                        | Pervaïa Liga (Première Ligue) 18 équipes                                        | Pervaïa Liga (Première Ligue) 18 équipes                                        | Pervaïa Liga (Première Ligue) 18 équipes                                        | Pervaïa Liga (Première Ligue) 18 équipes                                        | Pervaïa Liga (Première Ligue) 18 équipes                                        | Pervaïa Liga (Première Ligue) 18 équipes                                        | Pervaïa Liga (Première Ligue) 18 équipes                                        | Pervaïa Liga (Première Ligue) 18 équipes                                        | Pervaïa Liga (Première Ligue) 18 équipes                                        |
| 3                           | Vtoraïa Liga Divizion A (Deuxième Ligue Division A) 20 équipes                  | Vtoraïa Liga Divizion A (Deuxième Ligue Division A) 20 équipes                  | Vtoraïa Liga Divizion A (Deuxième Ligue Division A) 20 équipes                  | Vtoraïa Liga Divizion A (Deuxième Ligue Division A) 20 équipes                  | Vtoraïa Liga Divizion A (Deuxième Ligue Division A) 20 équipes                  | Vtoraïa Liga Divizion A (Deuxième Ligue Division A) 20 équipes                  | Vtoraïa Liga Divizion A (Deuxième Ligue Division A) 20 équipes                  | Vtoraïa Liga Divizion A (Deuxième Ligue Division A) 20 équipes                  | Vtoraïa Liga Divizion A (Deuxième Ligue Division A) 20 équipes                  | Vtoraïa Liga Divizion A (Deuxième Ligue Division A) 20 équipes                  |
| 4                           | Vtoraïa Liga Divizion B (Deuxième Ligue Division B)                             | Vtoraïa Liga Divizion B (Deuxième Ligue Division B)                             | Vtoraïa Liga Divizion B (Deuxième Ligue Division B)                             | Vtoraïa Liga Divizion B (Deuxième Ligue Division B)                             | Vtoraïa Liga Divizion B (Deuxième Ligue Division B)                             | Vtoraïa Liga Divizion B (Deuxième Ligue Division B)                             | Vtoraïa Liga Divizion B (Deuxième Ligue Division B)                             | Vtoraïa Liga Divizion B (Deuxième Ligue Division B)                             | Vtoraïa Liga Divizion B (Deuxième Ligue Division B)                             | Vtoraïa Liga Divizion B (Deuxième Ligue Division B)                             |
| 4                           | Groupe 1 14 équipes                                                             | Groupe 1 14 équipes                                                             | Groupe 2 18 équipes                                                             | Groupe 2 18 équipes                                                             | Groupe 3 18 équipes                                                             | Groupe 3 18 équipes                                                             | Groupe 4 9 équipes                                                              | Groupe 4 9 équipes                                                              | —                                                                               | —                                                                               |
|                             |                                                                                 |                                                                                 |                                                                                 |                                                                                 |                                                                                 |                                                                                 |                                                                                 |                                                                                 |                                                                                 |                                                                                 |
| Championnats amateurs       |                                                                                 |                                                                                 |                                                                                 |                                                                                 |                                                                                 |                                                                                 |                                                                                 |                                                                                 |                                                                                 |                                                                                 |
| 5                           | Treti Divizion (Troisième division) Championnat des fédérations interrégionales | Treti Divizion (Troisième division) Championnat des fédérations interrégionales | Treti Divizion (Troisième division) Championnat des fédérations interrégionales | Treti Divizion (Troisième division) Championnat des fédérations interrégionales | Treti Divizion (Troisième division) Championnat des fédérations interrégionales | Treti Divizion (Troisième division) Championnat des fédérations interrégionales | Treti Divizion (Troisième division) Championnat des fédérations interrégionales | Treti Divizion (Troisième division) Championnat des fédérations interrégionales | Treti Divizion (Troisième division) Championnat des fédérations interrégionales | Treti Divizion (Troisième division) Championnat des fédérations interrégionales |
| 5                           | Nord-Ouest                                                                      | Anneau d'or                                                                     | Moscou (Groupe A et B)                                                          | Podmoskovié (Groupe A et B)                                                     | Sud                                                                             | Tchernozem                                                                      | Oural-Sibérie occidentale                                                       | Privoljié                                                                       | Extrême-Orient                                                                  | Sibérie (Ligue 1 et 2)                                                          |
| 6                           | Quatrième division                                                              | Quatrième division                                                              | Quatrième division                                                              | Quatrième division                                                              | Quatrième division                                                              | Quatrième division                                                              | Quatrième division                                                              | Quatrième division                                                              | Quatrième division                                                              | Quatrième division                                                              |
| 6                           | Championnat des fédérations régionales                                          |                                                                                 |                                                                                 |                                                                                 |                                                                                 |                                                                                 |                                                                                 |                                                                                 |                                                                                 |                                                                                 |
| 7+                          | Cinquième division et inférieur                                                 | Cinquième division et inférieur                                                 | Cinquième division et inférieur                                                 | Cinquième division et inférieur                                                 | Cinquième division et inférieur                                                 | Cinquième division et inférieur                                                 | Cinquième division et inférieur                                                 | Cinquième division et inférieur                                                 | Cinquième division et inférieur                                                 | Cinquième division et inférieur                                                 |
| 7+                          | Championnats organisés au niveau local (régional, territorial, municipal, etc.) |                                                                                 |                                                                                 |                                                                                 |                                                                                 |                                                                                 |                                                                                 |                                                                                 |                                                                                 |                                                                                 |

### Évolution de l'organisation
Lors des premières années du championnat russe, la Ligue de football professionnel (PFL) contrôle l'intégralité des championnats professionnels, soit les trois premières divisions, tandis que la quatrième division est amateur et prend alors le nom du KFK (Collectif de culture physique, en russe : коллективы физической культуры). Les divisions professionnelles sont appelées Ligues et vont de la Ligue supérieure à la Deuxième ligue en passant par la Première ligue. La PFL crée ensuite en 1994 une quatrième division professionnelle nommée Troisième ligue. Le championnat amateur étant alors relégué au cinquième échelon.
L'année 1998 voit une réorganisation des championnats russes avec la disparition de la quatrième division professionnelle à cette occasion tandis que les autres championnats sont référés comme des divisions et non plus des ligues. Le championnat amateur retrouve ainsi sa place de quatrième division nationale.
La PFL perd en 2002 l'organisation de la première division au profit de la Première ligue russe de football, organisation créée par les clubs composant le championnat qui ont décidé d'opérer indépendamment, celles-ci renommant le championnat à ce même nom dans la foulée. Frappée par problèmes juridiques en début d'année 2011, la PFL perd également l'organisation des deux autres divisions professionnelles,. La deuxième division est ainsi confiée à une nouvelle organisation, la Ligue nationale de football (FNL), qui donne son nom au championnat à partir de la saison 2011-2012, tandis que la troisième division passe entre les mains de la fédération russe avant de revenir sous l'égide de la PFL en 2013 qui décide de donner son nom à la compétition à partir de là.
Le nom de la première division, Première ligue russe de football, est raccourci en Première ligue russe à partir de juillet 2018.
Durant l'été 2021, l'organisation de la troisième division passe aux mains de la Ligue nationale de football (ru) (FNL), qui gère également le championnat de deuxième division. Le nom de la compétition est changé dans la foulée pour devenir le « Championnat de deuxième division de la FNL », aussi abrégé en « FNL-2 ». La compétition reprend par la suite sa premièère appellation Deuxième ligue.
En mai 2023, la FNL réorganise la troisième division, la scindant en deux divisions distinctes. La Division A, à 20 équipes, et la Division B récupérant le reste.
- Organisé par la Première ligue russe (RPL)
- Organisé par la Ligue nationale de football (FNL)
- Organisé par la Ligue de football professionnel (PFL)
- Organisé par la fédération russe de football (RFS)
- Autre organisateur

| Années    | D1                   | D2                          | D3                              | D4                        | D5                     |
| --------- | -------------------- | --------------------------- | ------------------------------- | ------------------------- | ---------------------- |
| 1992-1993 | Ligue suprême        | Première ligue              | Deuxième ligue                  | Championnat du KFK        | Championnats régionaux |
| 1994-1997 | Ligue suprême        | Première ligue              | Deuxième ligue                  | Troisième ligue           | Championnat du KFK     |
| 1998-2001 | Division suprême     | Première division           | Deuxième division               | Championnat du KFK        | Championnats régionaux |
| 2002-2004 | Première ligue russe | Première division           | Deuxième division               | Championnat du KFK        | Championnats régionaux |
| 2002-2010 | Première ligue russe | Première division           | Deuxième division               | Ligue de football amateur | Championnats régionaux |
| 2011-2013 | Première ligue russe | Ligue nationale de football | Deuxième division               | Troisième division        | Championnats régionaux |
| 2013-2021 | Première ligue russe | Ligue nationale de football | Ligue de football professionnel | Troisième division        | Championnats régionaux |
| 2021-2023 | Première ligue russe | Première division de la FNL | Deuxième division de la FNL     | Troisième division        | Championnats régionaux |
| 2023-     | Première ligue russe | Première Ligue              | Deuxième Ligue Division A       | Deuxième Ligue Division B | Troisième division     |

## Coupes nationales
La principale coupe jouée en Russie est la Coupe de Russie. Y prend part tous les clubs professionnels des trois premières divisions russes (à l'exception des équipes réserves), ainsi que quelques clubs amateurs des quatrième et cinquième divisions bénéficiant de dérogation spécifique de la part de la fédération russe.
La deuxième coupe principale est la Supercoupe de Russie, opposant le champion de Russie au vainqueur de la Coupe de Russie. Jouée avant le début du championnat, elle marque généralement le début de la nouvelle saison.
Une troisième compétition, réservée aux équipes de la deuxième division, est organisée par la Ligue nationale de football, la Coupe FNL. Celle-ci est habituellement jouée durant le mois de février, en pleine trêve hivernale russe.
Une Coupe de la Ligue rassemblant les seize clubs de la première division a brièvement été jouée, connaissant sa seule et unique édition en 2003 avant de disparaître faute d'intérêt de la part des spectateurs et des clubs participants.
La Ligue de football professionnel a quant à elle instaurée la Coupe PFL entre 2003 et 2010. Cette compétition rassemblait alors les vainqueurs des cinq zones de la troisième division afin de déterminer le champion de cet échelon.
Une coupe pour les clubs amateurs est également jouée. Le vainqueur devenant éligible pour une montée en troisième division.
Sur le plan régional, chaque fédération locale organise ses propres compétitions, qui incluent généralement une coupe régionale.

## Compétitions européennes
Sur la base de son coefficient UEFA, le championnat russe est considéré le sixième meilleur championnat d'Europe. Les clubs russes prennent ainsi part chaque année à la Ligue des champions et à la Ligue Europa, bénéficiant respectivement de deux et d'un clubs qualifiés automatiquement pour la phase de groupes de ces deux compétitions chaque saison.
Les clubs russes ont remporté en tout trois trophées européens. Le CSKA Moscou remporte le premier en 2005 en remportant la Coupe UEFA, suivi du Zénith Saint-Pétersbourg qui remporte lui aussi la Coupe UEFA mais également la Supercoupe de l'UEFA lors de l'année 2008.

## Équipe nationale
Successeur officiel de l'ancienne sélection soviétique, l'équipe de Russie (surnommée la Sbornaïa (russe : Cборная), signifiant « Sélection ») connaît des débuts prometteurs en se qualifiant successivement pour la Coupe du monde 1994 puis pour l'Euro 1996, se faisant cependant éliminer dès la phase de groupes de ces deux compétitions. Les années suivantes sont cependant marquées par des résultats dans l'ensemble assez décevant, l'équipe échouant à se qualifier pour le Mondial 1998 puis pour l'Euro 2000 avant d'enchaîner deux nouvelles phases de groupes en Mondial 2002 puis en 2004. Non-qualifiée pour la Coupe du monde 2006, la sélection russe connaît son premier coup d'éclat international lors de l'Euro 2008 dont elle atteint les demi-finales, après avoir notamment éliminé les Pays-Bas, avant d'être vaincu par le futur vainqueur l'Espagne.
Cet exploit reste cependant sans suite, les Russes échouant ensuite à se qualifier pour le Mondial 2010 avant d'enchaîner trois éliminations peu glorieuses en phase de groupes en 2012, 2014 et 2016, terminant bon dernier de son groupe sans la moindre victoire dans les deux derniers cas.
Organisatrice de la Coupe du monde 2018, la Russie organise également en préambule la Coupe des confédérations 2017, où elle termine troisième de son groupe derrière le Portugal et le Mexique. Lors du Mondial 2018, la Sbornaïa parvient à sortir de son groupe pour la première fois de son histoire et atteint même le stade des quarts de finale, éliminant l'Espagne aux tirs au but avant d'être vaincu de la même façon par la Croatie, futur finaliste.
En tant que membre de l'UEFA, la sélection russe prend part à la première édition de la Ligue des nations, où elle intègre la Ligue B.
La sélection russe est actuellement classée à la quarante-sixième position au classement FIFA

## Équipes féminines
Le championnat russe de football féminin ainsi que l'équipe nationale féminine sont beaucoup moins regardés que leurs homologues masculins cependant depuis les années 2000 l'enthousiasme et la curiosité du public russe est de plus en plus importante et les femmes gagnent en visibilité.